# 푸트레신
푸트레신(영어: putrescine)은 카다베린과 관련이 있는 악취를 풍기는 화학식이 NH2(CH2)4NH2인 유기 화합물이다. 1,4-다이아미노뷰테인(영어: 1,4-diaminobutane) 또는 1,4-뷰테인다이아민(영어: 1,4-butanediamine)으로도 알려져 있다. 푸트레신과 카다베린은 둘 다 살아있는 생물과 죽은 생물에서 아미노산의 분해에 의해 생성되며, 둘 다 다량으로는 독성이 있다. 푸트레신과 카다베린은 부패 중인 시체의 악취를 유발할 뿐만 아니라 입 냄새 및 세균성 질염의 악취와도 관련이 있다. 푸트레신과 카다베린은 정액 및 일부 미세조류에서 스페르민 및 스페르미딘과 같은 관련 분자들과 함께 발견된다.

## 역사
푸트레신과 카다베린은 독일의 의사인 루드비히 브리거(Ludwig Brieger)에 의해 1885년에 처음으로 설명되었다.

## 수용체
사람에서 분자모델링 및 도킹 실험은 푸트레신이 사람의 TAAR6 및 TAAR8의 결합 포켓에 들어맞는다는 것을 보여주었다.

## 생성
푸트레신은 석시노나이트릴의 수소화에 의해 산업적 규모로 생산되는 데, 석시노나이트릴은 아크릴로나이트릴에 사이안화 수소를 첨가함으로써 생성된다. 푸트레신을 아디프산과 반응시켜서 폴리아마이드인 나일론 46을 생성하며, 이는 "Stanyl"이라는 상표명으로 DSM에 의해 시판되고 있다. 재생가능한 공급 원료로부터 푸트레신을 생명공학적으로 생산하는 것은 화학 합성에 대한 유망한 대안이다. 포도당 미네랄염 배지에서 높은 역가로 푸트레신을 생성하는 대사적으로 처리된 대장균 균주가 기술되었다.

## 생화학
|  |

스페르미딘 생성효소는 푸트레신과 S-아데노실메티오닌아민(탈카복실화된 S-아데노실메티오닌)을 사용하여 스페르미딘을 생성한다. 이어서 스페르미딘은 스페르민 생성효소에 의해 또 다른 S-아데노실메티오닌아민과 결합하여 스페르민으로 전환된다.
푸트레신은 오르니틴 탈카복실화효소의 작용에 의해 건강한 살아있는 세포에서 오르니틴으로부터 소량으로 합성된다.
푸트레신은 아르지닌에서 시작하여 두 가지 경로를 통해 생물학적으로 합성된다.
- 첫 번째 대사 경로에서 아르지닌은 아르지닌 탈카복실화효소에 의해 아그마틴으로 전환된 다음, 아그마틴은 아그마틴 탈이미노효소에 의해 N-카바모일푸트레신으로 전환된다. 최종적으로 N-카바모일푸트레신은 푸트레신으로 전환된다.[12]
- 두 번째 대사 경로에서 아르지닌은 오르니틴으로 전환된 다음, 오르니틴은 오르니틴 탈카복실화효소에 의해 푸트레신으로 전환된다.

푸트레신은 가장 단순한 폴리아민들 중 하나로, 세포 분열에 필요한 생장 인자인 것으로 보인다.

## 독성
다량의 푸트레신은 독성이 있다. 쥐의 경우 2,000 mg/kg의 낮은 급성 독성을 가지고 있으며, 관찰되지 않은 부작용의 수준은 2,000 ppm (180 mg/kg 체중/일)이다.
푸트레신은 가열해서 분해하면 NOx의 유독 가스를 방출한다.

## 같이 보기
- 카다베린
- 스카톨
- 트라이메틸아민